# Dapsa barbara
Dapsa barbara là một loài bọ cánh cứng trong họ Endomychidae. Loài này được Lucas miêu tả khoa học năm 1842.